# Timothy McVeigh
Timothy James McVeigh (Lockport, Nueva York; 23 de abril de 1968 - Terre Haute, Indiana; 11 de junio de 2001) fue un terrorista doméstico estadounidense que perpetró el atentado de Oklahoma City el 19 de abril de 1995. El atentado mató a 168 personas (19 de las cuales eran niños), hirió a 680 y destruyó un tercio del edificio federal Alfred P. Murrah. Sigue siendo el acto de terrorismo doméstico más letal en la historia de Estados Unidos.
McVeigh, veterano de la guerra del Golfo, se radicalizó por sus creencias antigubernamentales. Buscó venganza contra el gobierno federal de los Estados Unidos por el asedio de Waco en 1993, así como por el incidente de Ruby Ridge en 1992. McVeigh expresó su particular desaprobación hacia las agencias federales como la Oficina de Alcohol, Tabaco y Armas de Fuego (ATF) y la Oficina Federal de Investigaciones (FBI) por su manejo de asuntos relacionados con ciudadanos privados. Esperaba inspirar una revolución contra el gobierno federal y defendió el atentado como una táctica legítima contra lo que él veía como un gobierno tiránico. Fue arrestado poco después del atentado y acusado de 160 delitos estatales y 11 delitos federales, incluido el uso de un arma de destrucción masiva. Fue declarado culpable de todos los cargos en 1997 y condenado a muerte.
McVeigh fue ejecutado mediante inyección letal el 11 de junio de 2001 en el Complejo Correccional Federal de Terre Haute, Indiana. Su ejecución, que tuvo lugar poco más de seis años después del delito, se llevó a cabo en un tiempo considerablemente más corto que el de la mayoría de los reclusos que esperaban su ejecución.

## Primeros años
McVeigh nació el 23 de abril de 1968 en Lockport, Nueva York, único varón y segundo de tres hijos de sus padres estadounidenses de origen irlandés, Noreen Mildred "Mickey" Hill (1945-2007) y William McVeigh. En 1866, el tatarabuelo de McVeigh, Edward McVeigh, emigró de Irlanda y se estableció en el condado de Niágara. Después de que los padres de McVeigh se divorciaran cuando él tenía diez años, fue criado por su padre en Pendleton, Nueva York.
McVeigh afirmó haber sido víctima de acoso escolar y se refugió en un mundo de fantasía donde imaginaba tomar represalias contra los acosadores. Al final de su vida, manifestó su creencia de que el gobierno de los Estados Unidos es el mayor acosador.
La mayoría de quienes conocieron a McVeigh lo recuerdan como una persona muy tímida y retraída, mientras que algunos lo describieron como un niño extrovertido y juguetón que se retrajo en la adolescencia. Se dice que solo tuvo una novia cuando era adolescente; más tarde le dijo a los periodistas que no tenía idea de cómo impresionar a las chicas.
Mientras estaba en la escuela secundaria, McVeigh se interesó en las computadoras y pirateó los sistemas informáticos del gobierno con su Commodore 64 bajo el nombre de The Wanderer, tomado de la canción de Dion DiMucci. En su último año fue nombrado "programador de computadoras más prometedor" de Starpoint Central High School (así como "el más hablador" por sus compañeros de clase como una broma ya que no hablaba mucho) pero tuvo calificaciones relativamente bajas hasta su graduación en 1986.
Su abuelo le enseñó a usar armas de fuego. McVeigh le contaba a la gente que quería convertirse en dueño de una tienda de armas y, a veces, llevaba armas de fuego a la escuela para impresionar a sus compañeros. Se interesó mucho en los derechos de armas, así como en la Segunda Enmienda de la Constitución de los Estados Unidos, después de graduarse de la escuela secundaria y leer revistas como Soldier of Fortune. Asistió brevemente al Bryant & Stratton College antes de abandonar los estudios. Después de abandonar la universidad, McVeigh trabajó como guardia de un vehículo blindado y sus compañeros de trabajo lo consideraron obsesionado con las armas. Un compañero de trabajo recordó una ocasión en la que McVeigh llegó a trabajar "pareciendo Pancho Villa" porque llevaba bandoleras.

## Carrera militar
En mayo de 1988, a la edad de 20 años, McVeigh se alistó en el Ejército de los Estados Unidos y asistió al Entrenamiento Básico y al Entrenamiento Individual Avanzado en la Escuela de Infantería del Ejército de los Estados Unidos en Fort Benning, Georgia. Mientras estaba en el ejército, McVeigh utilizó gran parte de su tiempo libre para leer sobre armas de fuego, tácticas de francotirador y explosivos. McVeigh fue reprendido por el ejército por comprar una camiseta de "Poder Blanco" en un mitin del Ku Klux Klan donde se oponían a los militares negros que usaban camisetas de "Poder Negro" alrededor de una instalación militar (principalmente del Ejército). Su futuro co-conspirador Terry Nichols fue su guía de pelotón. Él y Nichols rápidamente se llevaron bien con sus antecedentes similares, así como con sus puntos de vista sobre la recolección de armas y el supervivencialismo. Los dos fueron posteriormente destinados juntos en Fort Riley en Junction City, Kansas, donde conocieron y se hicieron amigos de su futuro cómplice, Michael Fortier.
McVeigh fue un artillero de alto nivel con el cañón de 25 mm de los vehículos de combate Bradley utilizados por la 1.ª División de Infantería y fue ascendido a sargento. Después de ser ascendido, McVeigh se ganó la reputación de asignar tareas indeseables a los militares negros y de utilizar un lenguaje despectivo. Estuvo destinado en Fort Riley antes de ser desplegado en la Operación Tormenta del Desierto.
En una entrevista antes de su ejecución, McVeigh dijo que había derribado un tanque iraquí a más de 500 m de distancia en su primer día en la guerra y que luego los iraquíes se rindieron. También decapitó a un soldado iraquí con fuego de cañón a 1100 m de distancia. Dijo que más tarde se sorprendió al ver una carnicería en la carretera mientras salía de la ciudad de Kuwait después de que las tropas estadounidenses derrotaran al ejército iraquí. McVeigh recibió varios premios por su servicio, incluida la Medalla de la Estrella de Bronce, la Medalla de Servicio de Defensa Nacional, la Medalla de Servicio del Sudoeste Asiático, la Cinta de Servicio del Ejército, y la Medalla de Liberación de Kuwait.
McVeigh aspiraba a unirse a las Fuerzas Especiales del Ejército de los Estados Unidos. Después de regresar de la guerra del Golfo, ingresó al programa de selección, pero se retiró el segundo día del curso de evaluación y selección de 21 días para las Fuerzas Especiales, diciéndoles a otros reclutas que se había lesionado un tobillo. Sin embargo, en una carta a sus superiores, McVeigh escribió que no estaba "físicamente listo". McVeigh decidió abandonar el Ejército y fue dado de baja honorablemente en 1991.

## Vida posmilitar
McVeigh escribió cartas a los periódicos locales quejándose de los impuestos. En 1992, escribió:
Los impuestos son una broma. Independientemente de lo que prometa un candidato político, aumentarán. Más impuestos son siempre la respuesta a la mala gestión gubernamental. Son un desastre. Sufrimos. Los impuestos están alcanzando niveles catastróficos, sin que se vislumbre una desaceleración. [...] ¿Es inminente una guerra civil? ¿Tenemos que derramar sangre para reformar el sistema actual? Espero que no lleguemos a eso. Pero podría suceder.
McVeigh también le escribió al representante John J. LaFalce (D-Nueva York), quejándose del arresto de una mujer por llevar gas pimienta:
Es mentira que nos digamos que la policía puede protegernos en todas partes y en todo momento. Las restricciones a las armas de fuego son bastante malas, pero ¿ahora una mujer ni siquiera puede llevar gas pimienta en su bolso?
McVeigh se mudó más tarde con Nichols a la granja del hermano de Nichols, James, cerca de Decker, Míchigan. Mientras visitaba a amigos, McVeigh supuestamente se quejó de que el Ejército le había implantado un microchip en las nalgas para que el gobierno pudiera seguirle la pista. McVeigh trabajaba muchas horas en un trabajo sin futuro y sentía que no tenía un hogar. Buscó el romance, pero sus avances fueron rechazados por una compañera de trabajo y se sentía nervioso alrededor de las mujeres. Creía que traía demasiado dolor a sus seres queridos. Se enojó y frustró por sus dificultades para encontrar una novia. Se volvió un jugador obsesivo. Incapaz de pagar las deudas de juego, pidió un anticipo en efectivo y luego incumplió sus pagos. Comenzó a buscar un estado con bajos impuestos para poder vivir sin una fuerte regulación gubernamental o impuestos altos. Se enfureció cuando el gobierno le dijo que le habían pagado $ 1,058 en exceso mientras estaba en el Ejército y que tenía que devolver el dinero. Escribió una carta enojada al gobierno, diciendo:
Adelante, quítame todo lo que tengo; quítame mi dignidad. Siéntete bien mientras engordas y te enriqueces a mis expensas, chupándote mis impuestos y mi propiedad.
McVeigh le presentó a su hermana la literatura antigubernamental, pero su padre tenía poco interés en estas opiniones. Se mudó de la casa de su padre a un apartamento que no tenía teléfono. Esto hizo que fuera imposible para su empleador contactarlo para asignaciones de horas extras. Abandonó la Asociación Nacional del Rifle de Estados Unidos, creyendo que era demasiado débil en cuanto a los derechos de armas.

### Asedio de Waco de 1993 y exhibición de armas
En 1993, McVeigh condujo hasta Waco, Texas, durante el asedio de Waco para mostrar su apoyo. En el lugar, distribuyó folletos a favor del derecho a portar armas y pegatinas para el parachoques con lemas como: "Cuando las armas sean ilegales, me convertiré en un proscrito". Le dijo a un estudiante periodista:
El gobierno tiene miedo de las armas que tiene la gente porque tiene que tener el control de la gente en todo momento. Una vez que se les quitan las armas, se puede hacer cualquier cosa con la gente. Se les da un centímetro y se llevan un kilómetro. Creo que nos estamos convirtiendo lentamente en un gobierno socialista. El gobierno está creciendo continuamente y se hace más poderoso, y la gente necesita prepararse para defenderse del control gubernamental.
Durante los cinco meses posteriores al asedio de Waco, McVeigh trabajó en ferias de armas y repartió tarjetas gratuitas impresas con el nombre y la dirección de Lon Horiuchi, un francotirador del FBI, "con la esperanza de que alguien del Movimiento Patriota asesinara al tirador". Las acciones de Horiuchi mientras era agente del FBI han generado controversia, específicamente su disparo y asesinato de la esposa de Randy Weaver mientras sostenía a un bebé. McVeigh escribió un mensaje de odio a Horiuchi, sugiriendo que "lo que se da, se recibe". McVeigh consideró más tarde dejar de lado su plan de atacar el edificio Murrah para atacar a Horiuchi o a un miembro de su familia en su lugar.

McVeigh se convirtió en un elemento fijo del circuito de exposiciones de armas, viajando a cuarenta estados y visitando alrededor de ochenta exposiciones de armas. Descubrió que cuanto más al oeste iba, más sentimientos antigubernamentales encontraba, al menos hasta que llegó a lo que él llamaba "La República Socialista Popular de California". McVeigh vendía artículos de supervivencia y copias de Los Diarios de Turner. Un autor dijo:
McVeigh encontró su hogar en la cultura de las ferias de armas. Aunque seguía siendo escéptico respecto de algunas de las ideas más extremas que circulaban, le gustaba hablar con la gente de allí sobre las Naciones Unidas, el gobierno federal y las posibles amenazas a la libertad estadounidense.

## Arizona y Fortier
McVeigh tenía un mapa de carreteras con las designaciones dibujadas a mano de los lugares más probables para ataques nucleares y consideró comprar una propiedad en Seligman, Arizona, que determinó que estaba en una "zona libre de armas nucleares". Vivió con Michael Fortier en Kingman, Arizona, y los dos se hicieron tan amigos que él fue el padrino de la boda de Fortier. McVeigh experimentó con cannabis y metanfetamina después de investigar primero sus efectos en una enciclopedia. Nunca estuvo tan interesado en las drogas como Fortier, y una de las razones por las que se separaron fue que McVeigh se cansó de los hábitos de drogas de Fortier.

## Nichols, asedio de Waco y radicalización
En abril de 1993, McVeigh se dirigió a una granja en Míchigan donde vivía su antiguo compañero de habitación Terry Nichols. Mientras veía la cobertura del asedio de Waco en la televisión, Nichols y su hermano comenzaron a enseñarle a McVeigh cómo fabricar explosivos combinando productos químicos domésticos en jarras de plástico. La destrucción del complejo de Waco enfureció a McVeigh y lo convenció de que era hora de tomar medidas. Estaba particularmente enojado por el uso de gas CS por parte del gobierno en mujeres y niños; había estado expuesto al gas como parte de su entrenamiento militar y estaba familiarizado con sus efectos. La desaparición de ciertas pruebas, como la puerta de entrada reforzada con acero acribillada a balazos al complejo, lo llevó a sospechar un encubrimiento.
La retórica antigubernamental de McVeigh se volvió más radical. Comenzó a vender gorras de la Oficina de Alcohol, Tabaco, Armas de Fuego y Explosivos (ATF) llenas de agujeros de bala y una pistola de bengalas que, según él, podía derribar un "helicóptero de la ATF". Produjo videos que detallaban las acciones del gobierno en Waco y repartió panfletos con títulos como "El gobierno de los EE. UU. inicia una guerra abierta contra el pueblo estadounidense" y "El tiroteo de Waco evoca el recuerdo de Varsovia del 43". Comenzó a cambiar el saludo de su contestador automático cada dos semanas por varias citas de Patrick Henry, como "Dadme la libertad o dadme la muerte". Comenzó a experimentar con la fabricación de bombas caseras y otros pequeños dispositivos explosivos. El gobierno impuso nuevas restricciones a las armas de fuego en 1994 que, según McVeigh, amenazaban su sustento.

McVeigh se desvinculó de su amigo de la infancia Steve Hodge enviándole una carta de despedida de 23 páginas. En ella, proclamaba su devoción por la Declaración de Independencia de los Estados Unidos y explicaba en detalle lo que significaba para él cada frase. McVeigh declaró que:
Aquellos que traicionan o subvierten la Constitución son culpables de sedición y/o traición, son enemigos internos y deben y serán castigados como corresponde.
También es lógico que cualquiera que simpatice con el enemigo o le brinde ayuda o consuelo sea igualmente culpable. He jurado defender la Constitución contra todos los enemigos, extranjeros y nacionales, y lo haré. Y lo haré porque no solo lo juré, sino que creo en lo que representa con cada parte de mi corazón, alma y ser.

En mi corazón sé que tengo razón en mi lucha, Steve. He llegado a la paz conmigo mismo, con mi Dios y con mi causa. La sangre correrá por las calles, Steve. El bien contra el mal. Hombres libres contra aspirantes a esclavos socialistas. Reza para que no sea tu sangre, amigo mío.
McVeigh sintió la necesidad de reconocer personalmente los lugares donde se rumoreaba que había conspiraciones. Visitó el Área 51 para desafiar las restricciones del gobierno sobre la fotografía y fue a Gulfport, Misisipi, para determinar la veracidad de los rumores sobre las operaciones de las Naciones Unidas. Estos resultaron ser falsos; los vehículos rusos en el lugar estaban siendo configurados para su uso en esfuerzos de ayuda humanitaria patrocinados por la ONU. En esa época, McVeigh y Nichols comenzaron a hacer compras al por mayor de nitrato de amonio, un fertilizante agrícola, para revenderlo a los supervivencialistas, ya que circulaban rumores de que el gobierno se estaba preparando para prohibirlo.

## Plan contra edificios federales o particulares
McVeigh le contó a Fortier sus planes de volar un edificio federal, pero Fortier se negó a participar. Fortier también le contó a su esposa sobre los planes. McVeigh escribió dos cartas a la Oficina de Alcohol, Tabaco y Armas de Fuego, la primera titulada "Defensores constitucionales" y la segunda "Lectura de la ATF". Denunció a los funcionarios del gobierno como "tiranos fascistas" y "tropas de asalto", y advirtió:
ATF, todos ustedes, hijos de puta tiránicos, se balancearán en el viento un día por sus acciones traicioneras contra la Constitución de los Estados Unidos. Recuerden los Juicios de Guerra de Núremberg.
McVeigh también escribió una carta para reclutar a un cliente llamado Steve Colbern:
Un hombre que no tiene nada que perder es un hombre muy peligroso y su energía/ira puede ser enfocada hacia un objetivo común/justo. Lo que te pido que hagas, entonces, es que te sientes y seas honesto contigo mismo. ¿Tienes hijos/esposa? ¿Te echarías atrás en el último minuto para cuidar de la familia? ¿Estás interesado en conservar tus armas de fuego por su valor monetario actual/futuro, o arrastrarías ese '06 a través de rocas, pantanos y cactus... para hacer el disparo necesario? En resumen, no estoy buscando charlatanes, estoy buscando luchadores... Y si eres un federal, piénsalo dos veces. Piénsalo dos veces sobre la Constitución que supuestamente estás haciendo cumplir (¿no es "hacer cumplir la libertad" un oxímoron?) y piénsalo dos veces sobre pillarnos con la guardia baja: perderás como le pasó a Degan, y tu familia perderá. 
McVeigh comenzó a anunciar que había pasado de la fase de "propaganda" a la de "acción". Le escribió a su amiga de Míchigan, Gwenda Strider: "Tengo otros talentos 'militantes' que escasean y que son muy demandados".
McVeigh dijo más tarde que consideró "una campaña de asesinatos individuales", con objetivos "elegibles" que incluían a la Fiscal General Janet Reno, el Juez Walter S. Smith Jr. del Tribunal de Distrito Federal, que manejó el juicio de Branch Davidian; y Lon Horiuchi, un miembro del equipo de rescate de rehenes del FBI, que disparó y mató a Vicki Weaver en un enfrentamiento en una cabaña remota en Ruby Ridge, Idaho, en 1992. Dijo que quería que Reno aceptara "toda la responsabilidad en hechos, no solo palabras". Semejante asesinato parecía demasiado difícil, y decidió que, dado que los agentes federales se habían convertido en soldados, debía atacarlos en sus centros de mando. Según la biografía autorizada de McVeigh, decidió que podía hacer la declaración más fuerte bombardeando un edificio federal. Después del bombardeo, se mostró ambivalente sobre su acto y las muertes que causó; Como dijo en cartas al periódico de su ciudad natal, a veces deseaba haber llevado a cabo una serie de asesinatos contra la policía y funcionarios del gobierno.

## Atentado de Oklahoma City
Artículo principal: Atentado de Oklahoma City

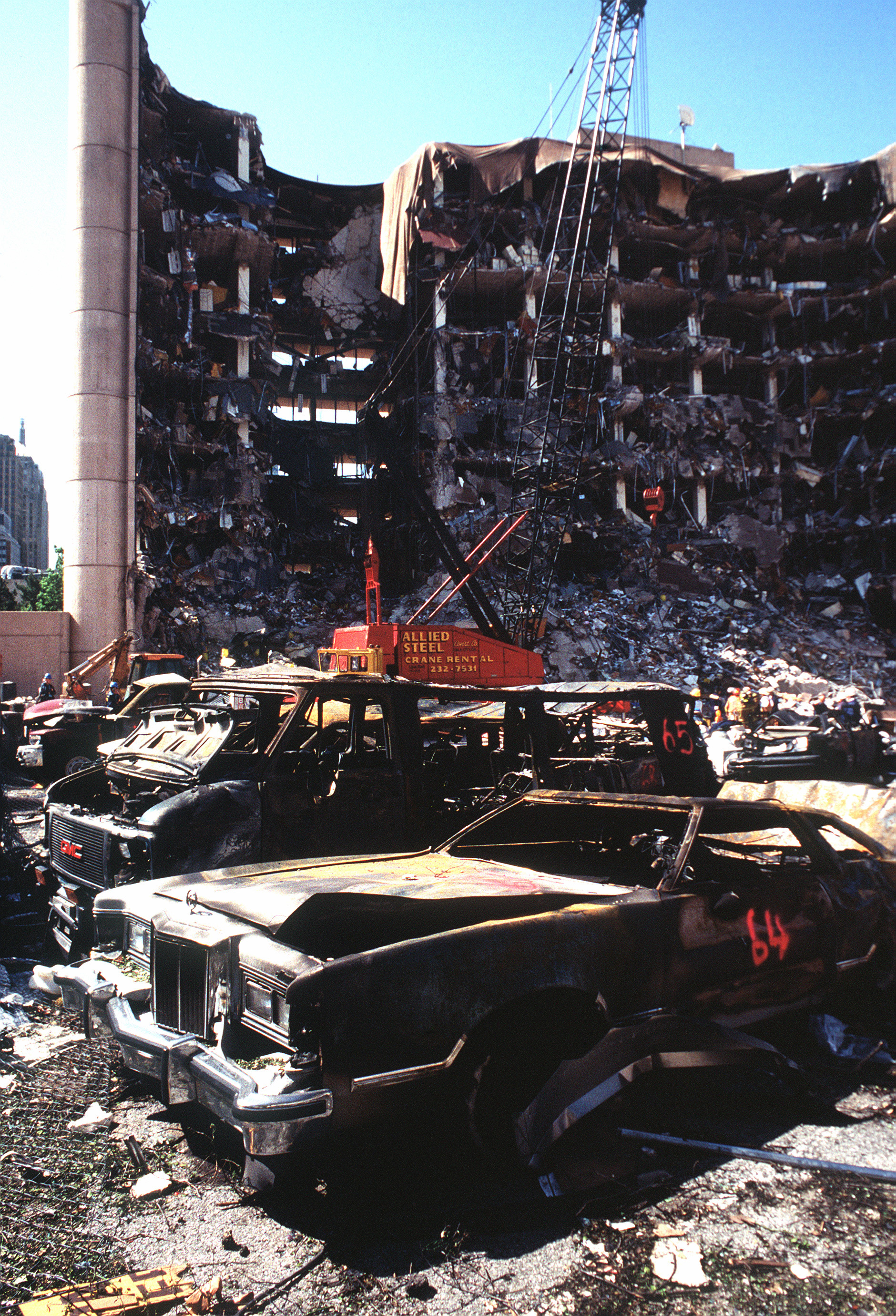
El edificio federal Alfred P. Murrah dos días después del atentado de Oklahoma City

Mientras trabajaban en un campamento junto a un lago cerca del antiguo puesto militar de McVeigh, él y Nichols construyeron un artefacto explosivo ANFO montado en la parte trasera de un camión Ryder alquilado. La bomba consistía en aproximadamente 2300 kg de nitrato de amonio y nitrometano.
El 19 de abril de 1995, McVeigh condujo el camión hasta el frente del edificio federal Alfred P. Murrah justo cuando abrían sus oficinas ese día. Antes de llegar, se detuvo para encender una mecha de dos minutos. A las 09:02, una gran explosión destruyó la mitad norte del edificio. Mató a 168 personas, incluidos 19 niños en la guardería del segundo piso, e hirió a otras 684.
McVeigh dijo que no sabía que había una guardería en el segundo piso, y que podría haber elegido un objetivo diferente si hubiera sabido sobre ello. Nichols dijo que él y McVeigh sabían sobre la guardería en el edificio, y que no les importaba.

Los biógrafos de McVeigh, Lou Michel y Dan Herbeck, hablaron con él en entrevistas que duraron un total de 75 horas. McVeigh dijo lo siguiente sobre las víctimas:
A las personas de Oklahoma que han perdido a un ser querido, les digo lo siento, pero esto sucede todos los días. No son la primera madre que pierde a un hijo, ni la primera abuela que pierde a un nieto o a una nieta. Esto sucede todos los días, en algún lugar del mundo. No voy a entrar en ese tribunal, acurrucarme en una bola fetal y llorar sólo porque las víctimas quieran que lo haga.
Durante una entrevista en 2000 con Ed Bradley para la revista de noticias de televisión 60 Minutes, Bradley le preguntó a McVeigh cuál era su reacción ante la muerte de los diecinueve niños. McVeigh dijo:
Me pareció terrible que hubiera niños en el edificio.
Según el Instituto Conmemorativo para la Prevención del Terrorismo de la Ciudad de Oklahoma (MIPT), más de 300 edificios de la ciudad resultaron dañados. Más de 12.000 voluntarios y trabajadores de rescate participaron en las operaciones de rescate, recuperación y apoyo tras el atentado. En referencia a las teorías de que McVeigh había recibido ayuda de otros, respondió con una frase muy conocida de la película Algunos hombres buenos: "¡No puedes soportar la verdad!". Añadió: "Porque la verdad es que hice estallar el edificio Murrah y ¿no da un poco de miedo que un hombre pudiera causar este tipo de infierno?"

## Arresto y juicio

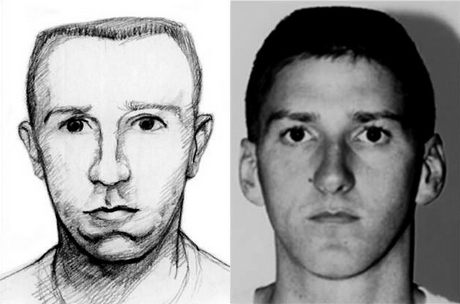
Comparación entre el retrato forense del FBI y la fotografía policial de McVeigh

Al rastrear el número de identificación del vehículo de un eje trasero encontrado entre los restos, el FBI identificó el vehículo como un camión de alquiler Ryder alquilado en Junction City, Kansas. Los trabajadores de la agencia ayudaron a un artista del FBI a crear un boceto del arrendatario, que había utilizado el alias "Robert Kling". El boceto se mostró en la zona. Lea McGown, gerente del Dreamland Motel local, identificó el boceto como Timothy McVeigh.
Poco después del atentado, mientras conducía por la Interestatal 35 en el condado de Noble, cerca de Perry, Oklahoma, McVeigh fue detenido por el policía estatal Charles J. Hanger. Hanger había pasado junto al Mercury Marquis amarillo de 1977 de McVeigh y se dio cuenta de que no tenía matrícula. McVeigh admitió ante el policía estatal, que notó un bulto debajo de su chaqueta, que tenía un arma; el policía lo arrestó por conducir sin matrícula y poseer un arma de fuego ilegal. El permiso de arma oculta de McVeigh no era legal en Oklahoma. McVeigh llevaba una camiseta en ese momento con una imagen de Abraham Lincoln y el lema sic semper tyrannis ('Así siempre a los tiranos'), las supuestas palabras gritadas por John Wilkes Booth después de dispararle a Lincoln. En el reverso, tenía un árbol con una imagen de tres gotas de sangre y la cita de Thomas Jefferson: "El árbol de la libertad debe ser refrescado de vez en cuando con la sangre de patriotas y tiranos". Tres días después, McVeigh fue identificado como el sujeto de la persecución a nivel nacional.

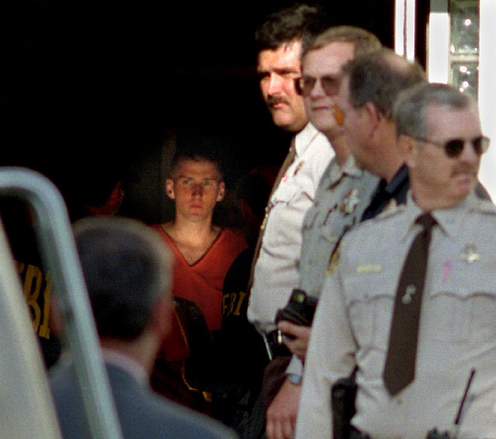
McVeigh a punto de ser sacado de un tribunal de Perry, Oklahoma, dos días después del atentado

El 10 de agosto de 1995, McVeigh fue acusado de 11 cargos federales, incluyendo conspiración para usar un arma de destrucción masiva, uso de un arma de destrucción masiva, destrucción con el uso de explosivos y ocho cargos de asesinato en primer grado por la muerte de agentes de la ley. El 20 de febrero de 1996, el Tribunal concedió un cambio de sede y ordenó que el caso se transfiriera de la ciudad de Oklahoma al Tribunal de Distrito de Denver, que sería presidido por el juez de distrito Richard Paul Matsch.
McVeigh ordenó a sus abogados que utilizaran una defensa de necesidad, pero terminaron por no hacerlo. Habrían tenido que demostrar que McVeigh estaba en "peligro inminente" por parte del gobierno. McVeigh argumentó que "inminente" no significaba necesariamente "inmediato". Habrían argumentado que su bombardeo del edificio Murrah fue una respuesta justificable a lo que McVeigh creía que eran los crímenes del gobierno de los EE. UU. en Waco, Texas, donde el asedio de 51 días del complejo Branch Davidian resultó en la muerte de 76 Branch Davidians. Como parte de la defensa, los abogados de McVeigh mostraron al jurado el controvertido video Waco, the Big Lie.
El 2 de junio de 1997, McVeigh fue declarado culpable de los 11 cargos de la acusación federal. Aunque 168 personas, incluidos 19 niños, murieron en el atentado del 19 de abril de 1995, se presentaron cargos de asesinato contra McVeigh sólo por los ocho agentes federales que estaban de servicio cuando la bomba destruyó gran parte del edificio Murrah. Junto con los ocho cargos de asesinato, McVeigh fue acusado de conspiración para usar un arma de destrucción masiva y de destruir un edificio federal. El fiscal de distrito de la ciudad de Oklahoma, Bob Macy, dijo que presentaría cargos estatales por los otros 160 asesinatos después de que el coacusado de McVeigh, Terry Nichols, fuera juzgado. Después del veredicto, McVeigh intentó calmar a su madre diciendo: "Piénsalo de esta manera. Cuando estaba en el ejército, no me viste durante años. Piensa en mí de esa manera ahora, como si estuviera en el ejército de nuevo, en una misión para el ejército".
El 13 de junio, el jurado recomendó que McVeigh recibiera la pena de muerte. El Departamento de Justicia de los Estados Unidos presentó cargos federales contra McVeigh por causar la muerte de ocho agentes federales, lo que llevó a una posible pena de muerte para McVeigh; no pudieron presentar cargos contra McVeigh por las 160 muertes restantes en un tribunal federal porque esas muertes eran competencia del estado de Oklahoma. Debido a que McVeigh fue declarado culpable y sentenciado a muerte, el estado de Oklahoma no presentó cargos de asesinato contra McVeigh por las otras 160 muertes. Antes de que el juez Matsch pronunciara formalmente la sentencia, McVeigh se dirigió al tribunal por primera vez y dijo: "Si el tribunal lo permite, deseo utilizar las palabras del juez [Louis] Brandeis en su disidencia en Olmstead [v. Estados Unidos] para hablar por mí. Escribió: 'Nuestro gobierno es el maestro poderoso y omnipresente. Para bien o para mal, enseña a todo el pueblo con su ejemplo'. Eso es todo lo que tengo".

## Encarcelamiento y ejecución

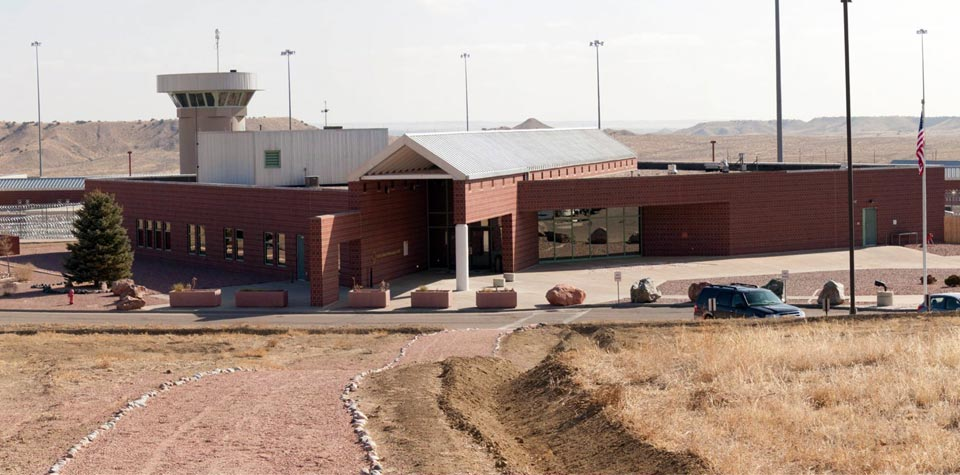
McVeigh estuvo recluido en USP Florence ADMAX en Colorado hasta 1999.

La sentencia de muerte de McVeigh fue postergada a la espera de una apelación. Una de sus apelaciones de certiorari, llevada a la Corte Suprema de los Estados Unidos, fue denegada el 8 de marzo de 1999. La solicitud de McVeigh de una ejecución televisada a nivel nacional también fue denegada. Entertainment Network Inc., una empresa de Internet que produce sitios web de temática para adultos, demandó sin éxito por el derecho a transmitir la ejecución. En la USP Florence ADMAX, McVeigh y Nichols fueron alojados en lo que se conocía como "la fila de los terroristas". Ted Kaczynski, Luis Felipe y Ramzi Yousef también fueron alojados en este bloque de celdas. Yousef hizo frecuentes intentos infructuosos de convertir a McVeigh al Islam.
El día antes de su ejecución, McVeigh dijo en una carta a The Buffalo News: "Lamento que estas personas hayan tenido que perder la vida, pero esa es la naturaleza de la bestia. Se entiende de antemano cuál será el costo humano". Dijo que si resultaba que había una vida después de la muerte, él "improvisaría, se adaptaría y superaría", señalando: "Si hay un infierno, entonces estaré en buena compañía con muchos pilotos de combate que también tuvieron que bombardear a inocentes para ganar la guerra". También dijo: "Sabía que quería esto antes de que sucediera. Sabía que mi objetivo era el suicidio asistido por el estado y cuando sucede, está en tu cara. Acabas de hacer algo que estás tratando de decir que debería ser ilegal para el personal médico".
En 1999, la Oficina Federal de Prisiones (BOP) transfirió a McVeigh de la prisión Florence ADMAX al corredor de la muerte federal de la USP Terre Haute en Terre Haute, Indiana. McVeigh retiró sus apelaciones restantes, diciendo que prefería morir antes que pasar el resto de su vida en prisión. El 16 de enero de 2001, la BOP fijó el 16 de mayo como fecha de ejecución de McVeigh. McVeigh dijo que su único arrepentimiento era no haber destruido por completo el edificio federal. Seis días antes de su ejecución programada, el FBI entregó miles de documentos de evidencia que había retenido previamente a los abogados de McVeigh. Como resultado, el Fiscal General de los Estados Unidos, John Ashcroft, anunció que la ejecución de McVeigh se suspendería durante un mes. La fecha de ejecución se fijó para el 11 de junio. McVeigh invitó al director David Woodard a interpretar la música de la Misa de Réquiem en vísperas de su ejecución. Aunque reconoció el "horrible acto" de McVeigh, Woodard consintió, con la intención de "ofrecer consuelo". McVeigh también solicitó un capellán católico. Su última comida consistió en dos pintas de helado de menta con chispas de chocolate.

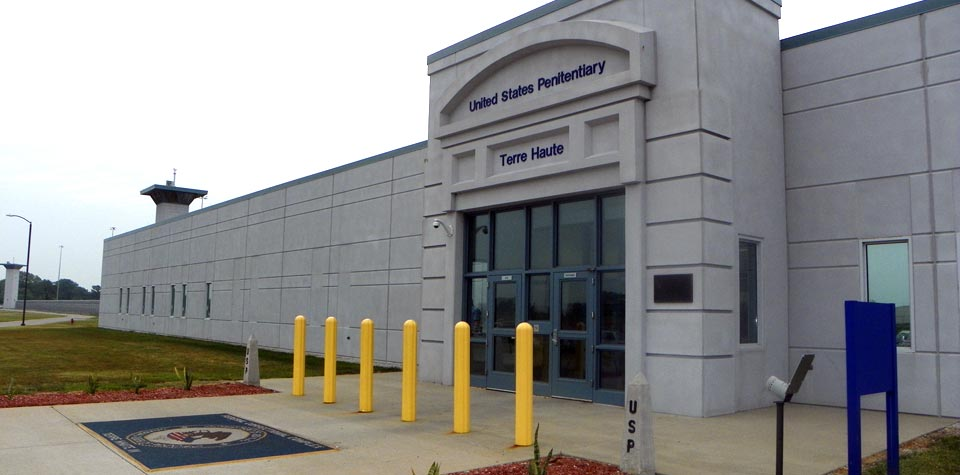
McVeigh estuvo detenido en el corredor de la muerte federal en la USP Terre Haute en Indiana después de 1999.

McVeigh eligió el poema de William Ernest Henley de 1875 "Invictus" como su última declaración escrita. Justo antes de la ejecución, cuando le preguntaron si tenía una declaración final, se negó. Jay Sawyer, un pariente de una de las víctimas, escribió: "Sin decir una palabra, tuvo la última palabra". Larry Whicher, cuyo hermano murió en el ataque, describió a McVeigh como alguien que tenía "una mirada totalmente inexpresiva y vacía. Tenía una mirada desafiante y dijo que si pudiera, lo haría todo de nuevo". McVeigh fue ejecutado por inyección letal a las 7:14 a. m. del 11 de junio de 2001, el primer prisionero federal en ser ejecutado desde que Victor Feguer fuera ejecutado en Iowa el 15 de marzo de 1963.
El 21 de noviembre de 1997, el presidente Bill Clinton había firmado la ley S. 923, una legislación especial presentada por el senador Arlen Specter para prohibir que McVeigh y otros veteranos condenados por crímenes capitales fueran enterrados en cualquier cementerio militar. Su cuerpo fue incinerado en la funeraria Mattox Ryan en Terre Haute. Sus cenizas fueron entregadas a su abogado, quien dijo que "el destino final de los restos de McVeigh seguiría siendo privilegiado para siempre". McVeigh había escrito que consideró dejarlos caer en el lugar del monumento donde alguna vez estuvo el edificio, pero decidió que sería "demasiado vengativo, demasiado crudo, demasiado frío". Había expresado su voluntad de donar órganos, pero las regulaciones de la prisión se lo prohibían. El psiquiatra John Smith concluyó que McVeigh era "una persona decente que había permitido que la rabia se acumulara en su interior hasta el punto de estallar en un acto terrible y violento". El coeficiente intelectual de McVeigh fue evaluado en 126.

## Asociaciones
Según CNN, sus únicas asociaciones conocidas fueron como republicano registrado mientras vivió en Buffalo, Nueva York, en la década de 1980, y como miembro de la Asociación Nacional del Rifle mientras estuvo en el Ejército.
Después de regresar a casa de la guerra, se apuntó como miembro de prueba del KKK, aunque finalmente no continuó en el Klan. No hay evidencia concluyente de que alguna vez perteneciera a otros grupos extremistas.

## Creencias religiosas
McVeigh fue criado como católico romano. Durante su infancia, él y su padre asistían a misa regularmente. McVeigh fue confirmado en la Iglesia del Buen Pastor en Pendleton, Nueva York, en 1985. En una entrevista de 1996, McVeigh profesó la creencia en "un Dios", aunque dijo que había "perdido el contacto con" el catolicismo y "nunca lo retomé realmente, sin embargo mantengo creencias fundamentales". En la biografía de McVeigh American Terrorist, publicada en 2002, declaró que no creía en un infierno y que la ciencia es su religión. En junio de 2001, un día antes de la ejecución, McVeigh escribió una carta al Buffalo News identificándose como agnóstico. Sin embargo, tomó los últimos sacramentos, administrados por un sacerdote, justo antes de su ejecución. El padre Charles Smith atendió a McVeigh en sus últimos momentos en el corredor de la muerte.

## Motivaciones del atentado
McVeigh afirmó que el bombardeo era una venganza contra el gobierno por los asedios en Waco y Ruby Ridge. McVeigh visitó Waco durante el enfrentamiento. Mientras estaba allí, fue entrevistado por la estudiante de periodismo Michelle Rauch, una estudiante de último año de periodismo en la Southern Methodist University que escribía para el periódico de la escuela. McVeigh expresó sus objeciones sobre lo que estaba sucediendo allí.
McVeigh citaba y aludía con frecuencia a la novela de supremacía blanca Los Diarios de Turner, y afirmaba apreciar su interés por las armas de fuego. En un sobre dentro del coche de McVeigh se encontraron fotocopias de las páginas sesenta y uno y sesenta y dos de Los Diarios de Turner. En esas páginas se mostraba un ataque ficticio con morteros al Capitolio de los Estados Unidos en Washington.
En un ensayo de 1200 palabras, fechado en marzo de 1998, desde la prisión federal de máxima seguridad de Florence, Colorado, McVeigh afirmó que el atentado terrorista era "moralmente equivalente" a las acciones militares estadounidenses contra Irak y otros países extranjeros. El ensayo, escrito a mano y publicado por la revista de noticias nacionales alternativas Media Bypass, fue distribuido en todo el mundo por Associated Press el 29 de mayo de 1998. Fue escrito en medio de la crisis de desarme de Irak de 1998 y unos meses antes de la Operación Zorro del Desierto.
El 26 de abril de 2001, McVeigh escribió una carta a Fox News, "Explico aquí por qué bombardeé el edificio federal Murrah en Oklahoma City", que exponía explícitamente sus razones para el ataque. McVeigh leyó la novela Unintended Consequences (1996), y dijo que si hubiera salido unos años antes, habría considerado seriamente utilizar ataques de francotiradores en una guerra de desgaste contra el gobierno en lugar de bombardear un edificio federal.

## Cómplices
El cómplice de McVeigh, Terry Nichols, fue declarado culpable y sentenciado en un tribunal federal a cadena perpetua por su papel en el crimen. En el juicio de Nichols, se presentaron pruebas que indicaban que otras personas podrían haber estado implicadas. Varios residentes del centro de Kansas, entre ellos la agente inmobiliaria Georgia Rucker y un suboficial retirado del ejército, testificaron en el juicio federal de Terry Nichols que habían visto dos camiones en el parque estatal Lago Geary, donde los fiscales alegaron que se había montado la bomba. El suboficial retirado dijo que visitó el lago el 18 de abril de 1995, pero se fue después de que un grupo de hombres hoscos lo miraran agresivamente. La operadora del Dreamland Motel testificó que dos camiones Ryder habían estado estacionados fuera de su motel Grandview Plaza, donde McVeigh se quedó en la habitación 26 el fin de semana anterior al atentado. Terry Nichols está encarcelado en ADX Florence en Florence, Colorado.
Michael y Lori Fortier también fueron considerados cómplices, debido a su conocimiento previo del atentado. Además de que Michael ayudó a McVeigh a explorar el edificio federal, Lori había ayudado a McVeigh a laminar una licencia de conducir falsa que se utilizó para alquilar el camión Ryder. Fortier aceptó testificar contra McVeigh y Nichols a cambio de una sentencia reducida e inmunidad para su esposa. Fue sentenciado el 27 de mayo de 1998 a doce años de prisión y multado con 75.000 dólares por no advertir a las autoridades sobre el atentado. El 20 de enero de 2006, Fortier fue liberado por buena conducta en el Programa de Protección de Testigos y se le dio una nueva identidad.
Una informante de la ATF, Carol Howe, dijo a los periodistas que poco antes del atentado había advertido a sus controladores que los huéspedes de la comunidad privada de Elohim City, Oklahoma, estaban planeando un gran ataque con bomba. A McVeigh le pusieron una multa por exceso de velocidad allí al mismo tiempo. Aparte de esta multa por exceso de velocidad, no hay evidencia de una conexión entre McVeigh y miembros de los ladrones de bancos del Medio Oeste en Elohim City.
Algunos testigos afirmaron haber visto a un segundo sospechoso y se realizó una búsqueda de un "John Doe #2", pero nunca se encontró a nadie.

## En la cultura popular
Como parte de la línea de tiempo ampliada para el sitio web oficial de la película del universo alternativo de 2003 C.S.A.: The Confederate States of America, McVeigh es un terrorista que bombardeó el Monumento a Jefferson en Washington D. C., en 1995. Su ejecución se transmite en vivo por televisión nacional y se muestra en pago por visión, donde atrae a muchos espectadores.
En la novela The Mirage, de 2012, que gira en torno a un universo alternativo, McVeigh es un agente de la CIA de la República Evangélica de Texas. Terry Nichols es mencionado como asociado.
En la miniserie dramática histórica de 2023 Waco: The Aftermath, McVeigh es interpretado por Alex Breaux.
En 2024, HBO produjo el documental An American Bombing: The Road to April 19th.
En la película McVeigh de 2024, es interpretado por Alfie Allen.

### Lectura adicional
- Jones, Stephen, and Peter Israel (2001). Others Unknown: Timothy McVeigh and the Oklahoma City Bombing Conspiracy. 2nd ed. New York: PublicAffairs. ISBN 1586480987.
- Madeira, Jody Lyneé (2012). Killing McVeigh: The Death Penalty and the Myth of Closure. New York: NYU Press. ISBN 978-0814796108.
- Michel, Lou, and Dan Herbeck (2001). American Terrorist: Timothy McVeigh and the Oklahoma City Bombing. New York: ReganBooks/HarperCollins. ISBN 0060394072.
- Stickney, Brandon M. (1996). "All-American Monster: The Unauthorized Biography of Timothy McVeigh". Amherst, New York: Prometheus Books. ISBN 978-1573920889.
- Toobin, Jeffrey (2023). Homegrown: Timothy McVeigh and the Rise of Right-Wing Extremism. New York: Simon & Schuster.
- Vidal, Gore (2002). Perpetual War for Perpetual Peace: How We Got to Be So Hated. Thunder's Mouth Press/Nation Books. ISBN 156025405X.
- Wright, Stuart A. (2007). Patriots, Politics, and the Oklahoma City Bombing. New York: Cambridge University Press. ISBN 978-0521872645.